# Municipio de Tolono
El municipio de Tolono (en inglés: Tolono Township) es un municipio ubicado en el condado de Champaign en el estado estadounidense de Illinois. En el año 2010 tenía una población de 5270 habitantes y una densidad poblacional de 57,11 personas por km².

## Geografía
El municipio de Tolono se encuentra ubicado en las coordenadas 40°1′4″N 88°17′6″O / 40.01778, -88.28500. Según la Oficina del Censo de los Estados Unidos, el municipio tiene una superficie total de 92.28 km², de la cual 92,22 km² corresponden a tierra firme y (0,06 %) 0,06 km² es agua.

## Demografía
Según el censo de 2010, había 5270 personas residiendo en el municipio de Tolono. La densidad de población era de 57,11 hab./km². De los 5270 habitantes, el municipio de Tolono estaba compuesto por el 93,21 % blancos, el 2,62 % eran afroamericanos, el 0,3 % eran amerindios, el 1,76 % eran asiáticos, el 0,4 % eran de otras razas y el 1,71 % eran de una mezcla de razas. Del total de la población el 1,57 % eran hispanos o latinos de cualquier raza.